# Спірідон Хасапіс
Спірідон Хасапіс (грец. Σπυρίδων Χαζάπης; нар. 1872, Андрос — пом. невідомо) — грецький моряк і плавець, срібний призер літніх Олімпійських ігор 1896.
Хасапіс був моряком Королівського флоту, спеціально для якого на іграх влаштували окремий заплив на 100 метрів вільним стилем. Він посів друге місце, поступившись тільки Іоаннісу Малокінісу.